# إليف دوغان
إليف دوغان هي ممثلة تركية ولدت في (6 سبتمبر 1994) .

## الحياة الشخصية
ولدت إليف في إسطنبول ، درست في قسم تدريس اللغة الإنجليزية في جامعة إسطنبول ، وانضمت إلى قسم كونسرفتوار في المعهد الموسيقي .وواصلت دراسة والتدريب على الغناء والموسيقى ، ثم لعبت العديد من المسرحيات الموسيقية لسنوات حتى بدأت مسيرتها التلفزيونية .

## أعمالها
شاركت اليف دوغان في عدة أعمال :-
- العشق لا يفهم من الكلام
- الحياة حلوة أحياناً
- فيلم فقدت إينسي
- الحفرة
- العقبى لنا
- فاتح القدس صلاح الدين الأيوبي

## روابط خارجية
- إليف دوغان على موقع قاعدة بيانات الأفلام على الإنترنت